# Jörg Diesch
Jörg Diesch, né le 29 septembre 1951 à Friedrichshafen, est un navigateur allemand.
Il connaît ses premiers succès lors de compétitions nationales et internationales réservées aux jeunes navigateurs, en junior notamment. Aux côtés de son frère Eckart, il s'impose alors dans différentes classes : Pirate, Shark24 et Fireball.
Les deux frères passent au Flying Dutchman en 1973 et, l'année suivant, remportent l'épreuve lors des régates internationales connues sous le nom de Semaine de Kiel. Ils obtiennent la médaille de bronze au championnat d'Europe la même année, puis la médaille de bronze au championnat du monde en 1975. Aux Jeux olympiques de Montréal, en 1976, ils s'imposent devant la Grande-Bretagne, tenante du titre, sans avoir gagné la moindre régate mais en accumulant les places d'honneur.
Champions d'Allemagne en 1975, 1976, 1977 et 1980, les frères Diesch sont de nouveau sélectionnés pour les Jeux de Moscou, en 1980. Le boycott ne leur permettra pas d'y défendre leur titre. Ils sont par contre présents à Los Angeles en 1984, mais ne prennent que la cinquième place, malgré une victoire dans la dernière régate.
Jörg Diesch est issu d'une famille de navigateurs. Son père, Bruno, avait été champion d'Europe dans les années trente. Les frères Albert et Rudolf Batzill, cousins de Jörg et membres comme lui du Yacht Club de Friedrichshafen, étaient également de redoutables compétiteurs internationaux.
Jörg Diesch a effectué des études de médecine, conclues par un doctorat en 1978. Il est orthopédiste à Kiel.
Il a signé avec Hans-Georg Kauth le livre de non fiction Regattasegeln.